# Женска права у Непалу
Женска права у Непалу представљају сложено питање које обухвата правне, социјалне, економске и културне аспекте положаја жена у овој јужноазијској земљи. Иако су формално изједначена са мушкарцима у многим областима, жене у Непалу се и даље суочавају са бројним изазовима, укључујући дискриминацију, насиље, ограничен приступ образовању и здравству, као и неповољан положај у породици и друштву. Жене у Непалу се суочавају са високим нивоом родне дискриминације. Иако устав предвиђа заштиту жена, укључујући једнаку плату за једнак рад, влада није предузела значајне мере да спроведе његове одредбе.

## Историјски преглед
Традиционално, непалско друштво је патријархално, а жене су дуго биле подређене мушкарцима у правном и социјалном смислу. Све до друге половине 20. века, женама је било ограничено право на образовање, наслеђивање и слободу кретања. Прва значајна промена наступила је након револуције 1951. године, када је започето увођење модерних закона.

## Законодавство и институционалне мере
Устав Непала из 2015. године гарантује равноправност полова и забрањује дискриминацију. Жене имају право гласа, право на образовање, власништво и рад. Поред тога, законом је прописана обавеза да најмање 33% чланова у парламенту буду жене.

## Савремено стање
И поред правних гаранција, жене у Непалу и даље се суочавају са бројним проблемима. Велики број девојчица напушта школу због сиромаштва или раног брака. Родна неједнакост је посебно изражена у руралним подручјима. Жене су често жртве насиља у породици и дечијих бракова, а неке праксе, попут изолације жена током менструације, и даље су присутне у неким заједницама упркос законској забрани.

## Изазови
Међу кључним изазовима налазе се:
- Социјалне норме и стереотипи
- Недовољан приступ здравственим и репродуктивним услугама
- Наслеђена дискриминација у наслеђивању имовине
- Насилно понашање и сексуално узнемиравање
- Недовољна заступљеност у позицијама моћи и одлучивања

## Међународни утицај и активизам
Непал је потписник бројних међународних конвенција, укључујући Конвенцију о елиминацији свих облика дискриминације жена (CEDAW). Бројне невладине организације и активисткиње у земљи активно раде на унапређењу положаја жена, кроз едукацију, пружање правне помоћи и заступање пред институцијама.
Иако је Непал остварио значајан напредак у погледу женских права, бројне препреке и даље постоје. За унапређење положаја жена потребно је даље јачање институција, промена друштвених норми и већа подршка женама у свим сегментима друштва.